# راست‌پنج‌گاه
دستگاه راست‌پنج‌گاه که با نام راست و پنجگاه یا راست هم شناخته می‌شود، یکی از دستگاه‌های موسیقی سنتی ایرانی است.
راست‌پنج‌گاه دست کم از نظر نام با هیچ‌یک از مقام‌های موسیقی سنتی ایران مطابقت ندارد و به عقیدهٔ برخی، نام راست و پنج‌گاه هر دو نام‌های تازه‌تری بین مقام‌های موسیقی هستند. دانگ اول دستگاه راست‌پنج‌گاه با مقام راست ارتباط و با دستگاه ماهور مطابقت دارد. این دستگاه، امکان پرده‌گردانی به تمام دستگاه‌های دیگر را فراهم می‌کند و برخی معتقدند که هدف از ایجاد این دستگاه، آموزش مراحل عالی موسیقی از جمله مُرَکّب‌نوازی و مرکب‌خوانی بوده‌است.

## تاریخچه و نام
نام این دستگاه در متون دوران قاجاریه به دو شکل آمده‌است: با واو عطف به صورت «راست و پنج‌گاه»، و بدون واو عطف به صورت «راست‌پنج‌گاه».
فرهاد فخرالدینی راست‌پنج‌گاه را در اصل «راست و پنج‌گاه» می‌داند؛ به این معنی که نیمهٔ اول گام آن، همان «راست» است (که به تعبیر فخرالدینی می‌تواند معادل مقام عشاق دانسته شود که با درجات دستگاه ماهور مطابقت دارد) و نیمهٔ دوم از پنج مقام مختلف مشتق شده‌است؛ این پنج مقام (یا دستگاه) عبارتند از ماهور، شور، نوا، سه‌گاه و همایون. از آنجا که از طریق گوشهٔ شوشتری در دستگاه همایون می‌توان به گوشهٔ منصوری در چهارگاه رفت، راست‌پنج‌گاه عملاً امکان جابه‌جایی و پرده‌گردانی بین تمام دستگاه‌های موسیقی ایرانی را فراهم می‌کند. از همین رو، این دستگاه در مرکب‌خوانی به کار می‌رود. از سوی دیگر، دستگاه راست‌پنج‌گاه در بیشتر ردیف‌های موسیقی دو گوشه دارد که با نام‌های «درآمد راست» و «پنج‌گاه» شناخته می‌شوند. درآمد راست، در واقع همان درآمد دستگاه است، و گوشهٔ پنج‌گاه در پرده‌های دستگاه نوا اجرا می‌شود وقتی که نت پایهٔ آن دستگاه نوا به اندازهٔ یک فاصلهٔ پنجم درست بالاتر از نت پایهٔ درآمد راست باشد.
نام «راست» در خسروانی‌های دوران ساسانیان دیده نمی‌شود و اولین اشاره به آن در متون حدود ۴۰۰ سال پس از ساسانیان، به عنوان یکی از پرده‌های موسیقی صورت گرفته‌است. با این حال، در برخی از اشعار نام «راست» همراه با نام نکیسا (موسیقی‌دان دورهٔ ساسانی که اختراع هفت‌خسروانی به او نسبت داده می‌شود) یا باربد (موسیقی‌دان دورهٔ ساسانی) آمده‌است که احتمال این که این مقام ریشه در خسروانی‌ها داشته باشد را مطرح می‌کند. نام «پنج‌گاه» اما قرن‌ها بعد و برای اولین بار در آثار فرصت‌الدوله شیرازی دیده می‌شود و اگر چه برخی صاحب‌نظران نظیر هنری جورج فارمر معتقدند که استفاده از نام‌های ایرانی و شمردن موقعیت پرده‌ها (نظیر دوگاه و پنج‌گاه) از حدود قرن سوم هجری به موسیقی دوران اسلام راه یافته اما نام پنج‌گاه در آثار فارابی و ابن سینا دیده نمی‌شود.
در بحورالالحان اثر فرصت‌الدولهٔ شیرازی، نام راست‌پنج‌گاه به صورت «راست و پنجگاه» آمده و به عنوان اولین دستگاه از دستگاه‌های هفتگانه مطرح شده‌است. همچنین، در بخشی که مقام راست معرفی شده، برای آن دو شعبه ذکر شده که یکی از آن‌ها پنج‌گاه نام دارد. در مقابل، موسی معروفی در کتاب ردیف هفت دستگاه موسیقی ایران نام این دستگاه را «راست‌پنجگاه» آورده و آن را به عنوان ششمین دستگاه از هفت دستگاه فهرست کرده‌است. داریوش صفوت نیز نام این دستگاه را «راست‌پنجگاه» آورده‌است و در مورد استفادهٔ فرصت‌الدوله از واو عطف تذکر داده‌است.

## تحلیل ردیف
حدس زده می‌شود که زمانی که (در دوران قاجاریه) ردیف موسیقی ایرانی تدوین می‌شد، تدوین‌کنندگان آن ابتدا تعداد زیادی از گوشه‌ها را در دستگاه‌های ماهور، شور و متعلقات آن، همایون و اصفهان، سه‌گاه، چهارگاه و نوا تقسیم کرده‌اند و آنچه باقی‌مانده را در دستگاه راست‌پنج‌گاه قرار داده‌اند. حدس دیگر آن است که دستگاه راست‌پنج‌گاه در واقع برای مرحلهٔ عالی فراگیری موسیقی ایرانی تدوین شده بوده تا نوازندگان برتر به کمک آن با رموز مرکب‌نوازی و مرکب‌خوانی آشنا شوند. از همین رو، راست‌پنج‌گاه کمتر از تمام دستگاه‌های دیگر اجرا می‌شود.
درآمد این دستگاه در برخی ردیف‌ها «درآمد راست» نامیده شده‌است. این درآمد از نظر فواصل، با درآمد ماهور مطابقت دارد. از متون باقی مانده از اواسط و اواخر دوران قاجار نظیر کلیات یوسفی و نیز روایت مهدی صلحی از میرزا عبدالله فراهانی چنین بر می‌آید که نام ماهور و راست‌پنج‌گاه به عنوان دو دستگاه مستقل از هم از این دوران رواج داشته‌است. با این حال از آنجا که نسخهٔ مکتوبی از آوازهای راست و ماهور در این دوران موجود نیست، نمی‌توان تشابه و تفاوت آن‌ها با آنچه اکنون رایج است را مشخص کرد. بررسی نسخه‌های نت‌نویسی شده توسط مهدی‌قلی هدایت با کمک مهدی صلحی نشان می‌دهد که تفاوت درآمد راست‌پنج‌گاه با ماهور نه از نظر تونالیته (فواصل موسیقایی) که از جهت تأکید روی نت‌های مختلف است.
گوشه‌های مختلف دستگاه معمولاً با فرود «بال کبوتر» به نت پایه بازمی‌گردند، که عبارت است از پرش به درجهٔ پنجم و بازگشت به نت پایه (مثلاً در راست‌پنج‌گاه برپایهٔ نت فا، فرود بال کبوتر با اجرای پی‌درپی سه نت «فا، دو، فا» شکل می‌گیرد). درجهٔ دوم گام از نت‌های مهم راست‌پنج‌گاه است و گردش به دور آن حالتی شبیه گوشهٔ داد در دستگاه ماهور ایجاد می‌کند. به گفتهٔ هرمز فرهت، درآمد راست، همیشه یک فاصلهٔ پنجم درست پایین‌تر (بم‌تر) از ماهور نواخته می‌شود؛ مثلاً در سازهایی نظیر تار و سه‌تار مرسوم است که درآمد ماهور بر پایهٔ نت دو نواخته شود اما درآمد راست بر پایهٔ نت فا. از سوی دیگر، محمدرضا لطفی معتقد است که نت زیرپایه در ماهور در اصل نیم‌پرده پایین‌تر بوده (مثلاً در ماهورِ دو، این نت سی بمل بوده و نه سی بکار)، و یک وجه تفاوت ماهور و راست‌پنج‌گاه نیز در قدیم همین بوده که نت زیرپایه در راست‌پنج‌گاه نیم‌پرده بالاتر از ماهور بوده‌است، اما در زمانی که ردیف موسیقی ایرانی توسط میرزاعبدالله تدوین می‌شده این ظرافت‌ها از بین رفته‌است.
پنج‌گاه، نام یکی از گوشه‌های این دستگاه است. این گوشه، بر مبنای فواصل «راست» نیست، بلکه فواصل آن بر شور مطابقت دارد؛ از همین رو هرمز فرهت دستگاه راست‌پنج‌گاه را تنها با نام «دستگاه راست» معرفی می‌کند، و نام «راست‌پنج‌گاه» را نمونه‌ای از بی‌قاعدگی در ردیف موسیقی ایرانی می‌نامد. وی همچنین اشاره می‌کند که نام «پنج‌گاه» در متون قدیمی موسیقی ایرانی، یا در موسیقی عربی یا ترکی تقریباً هرگز دیده نمی‌شود و این را نشانی دیگر بر اهمیت کمتر «پنج‌گاه» در نام این دستگاه می‌داند.
دستگاه راست‌پنج‌گاه امکان پرده‌گردانی به تمام دستگاه‌های دیگر در موسیقی ایرانی را فراهم می‌کند. مهم‌ترین تغییر مایه‌ها، بدین شکل صورت می‌گیرد (در تمام مثال‌ها، فرض شده که نت پایهٔ راست‌پنج‌گاه، نتِ دو است یا به عبارتی از تغییر مایه از مقام «راستِ دو» آغاز می‌شود): با رفتن به درجهٔ پنجم راست‌پنج‌گاه، دستگاه نوا به دست می‌آید (مقام نوای سل)؛ با پایین آوردن درجهٔ سوم راست به میزان یک ربع پرده، شاهد مقام سه‌گاه به دست می‌آید (سه‌گاهِ می کرن) و البته درجهٔ ششم هم ربع پرده و درجهٔ هفتم هم نیم پرده پایین می‌آیند؛ با رفتن به درجهٔ پنجم راست همچنین می‌توان شورِ سل را به دست آورد (لا یک ربع پرده پایین می‌آید و می و سی هم نیم پرده بم می‌شوند)؛ به همین شکل همایونِ سل را نیز می‌توان به دست آورد (لا یک ربع پرده و می نیم پرده بم می‌شوند)؛ تغییر کلید آخری اگر بدون جهش در نت پایه باشد، اصفهان را به دست می‌دهد (اصفهانِ دو، که در آن لا یک ربع پرده و می نیم پرده بم می‌شوند).
اصلی‌ترین گوشه‌هایی در راست‌پنج‌گاه که وسیلهٔ پرده‌گردانی به دیگر دستگاه‌ها را فراهم می‌کنند عبارتند از پنج‌گاه و سپهر و عشاق (ورود به مایهٔ نوا)، زابل (ورود به مایهٔ سه‌گاه)، قرچه (ورود به مایهٔ شور)، عراق (ورود به دستگاه ماهور)، و راک (ورود به مایهٔ همایون).

### گوشه‌ها
هرمز فرهت مهم‌ترین گوشه‌های راست‌پنج‌گاه را به این شکل توصیف کرده‌است:
- پروانه: گوشه‌ای است کوتاه که نت آغاز آن درجهٔ سوم است، و پله‌پله تا درجهٔ هفتم بالا می‌رود و سپس در نت پایه فرود می‌آید.
- خسروانی: به همان شکلی که در دستگاه ماهور اجرا می‌شود، اینجا هم کاربرد دارد جز آن که یک فاصلهٔ پنجم درست پایین‌تر اجرا می‌شود.
- روح‌افزا: به دو شکل اجرا وجود دارد. شکل اول، با درجات درآمد راست مطابق است و نت آغاز آن درجهٔ پنجم است. در شکل دوم، درجهٔ سومِ راست به اندازهٔ یک ربع پرده پایین آورده می‌شود، که در مطابقت با دستگاه شور است و از همین طریق امکان پرده‌گردانی از طریق گوشهٔ نیریز را فراهم می‌کند. به این ترتیب، می‌توان گفت که درجهٔ سوم در روح‌افزا نت متغیر است.
- نیریز: متعلق به دستگاه نوا است، و درجاتش مطابق دستگاه شور است. وقتی درجهٔ سوم راست یک ربع پرده پایین بیاید و درجهٔ دوم راست، تبدیل به نت شروع بشود، نیریز به دست می‌آید. در اینجا درجه‌ای که پایین آورده شده (درجهٔ سوم راست، یا همان درجهٔ دوم نیریز) نت شاهد گوشه دانسته می‌شود.
- زابل: متعلق به دستگاه سه‌گاه است. ورود به آن از طریق گوشهٔ نیریز به سادگی رخ می‌دهد. در واقع درجات این دو با هم یکی است، و تفاوت نیریز و زابل را از طریق نتی که روی آن تأکید بیشتری شده می‌توان تشخیص داد.
- پنج‌گاه: گوشه‌ای است کوتاه که با درجات شور مطابق است. از دید فرهت این که این گوشه نامی در دنبالهٔ دستگاه‌های دیگر (سه‌گاه و چهارگاه) دارد اما اهمیتی بسیار کم دارد و فواصلش هم متعلق به دستگاه دیگری است (شور)، «گیج‌کننده» است.[۲۲] در اجرای راست‌پنج‌گاه، وقتی که در گوشهٔ نیریز درجات جدید (که مطابق شور هستند) معرفی شدند، پس از گذری موقتی از زابل، به این درجات بازگشت می‌شود و اینجاست که پنج‌گاه حاصل می‌شود. درجهٔ سومِ پایین‌تر از نت آغاز درآمد راست، نقش نت آغاز پنج‌گاه را دارد و نت شاهدی هم برای این گوشه وجود ندارد.
- قَرَچه: متعلق به دستگاه شور است. قرچه در دانگی از شور نواخته می‌شود که از درجهٔ چهارم درآمد شور آغاز می‌شود (به بیان دیگر، در «شورِ وسط»)؛ برای مثال در شورِ دو، نت آغاز قرچه نت سل خواهد بود. در راست‌پنج‌گاه هم گوشه‌هایی که از دستگاه شور قرض گرفته شده‌اند، بر درجه‌ای مشابه (در این مثال، نت سل) استوار هستند، اما نت ایست در این گوشه‌ها متفاوت است و در خصوص قرچه، نت ایست چهار درجه بالاتر است (نت دو).
- مُبَرقَع: گوشهٔ کوتاه دیگری است که صرفاً برای بازگشت از قرچه به راست استفاده می‌شود. نت شروع آن درجهٔ دوم قرچه است و پس از آن به سمت درجهٔ چهارم قرچه (معادل درجهٔ هشتم راست) می‌رود؛ در این مرحله تمام تغییراتی که در گام داده شده بود از میان برداشته می‌شود و به گام اصلی راست بر می‌گردیم. رایج است که نت زیرپایه نیز نیم پرده پایین آورده شود (مثلاً در راست‌پنج‌گاهِ فا، نت می به می بمل تغییر یابد) چرا که این کار بازگشت به محور اصلی راست را مطبوع‌تر می‌کند. نت شاهد و ایست برای گوشهٔ مبرقع، درجهٔ هشتم راست است.
- سپهر: گوشهٔ سپهر هم مانند مبرقع، بر درجات محور اصلی راست مطابق است و تمرکزش در فاصلهٔ درجات پنجم تا دهم است. در انتهای گوشهٔ سپهر، فرودی به درجهٔ اول راست رخ می‌دهد.
- نَهیب، عراق و آشور: هر سه متعلق به دستگاه ماهور هستند، و با یکدیگر مرتبطند. در راست‌پنج‌گاه نت ایست آن‌ها به جای آن که درجهٔ اول ماهور (نتِ دو) باشد، یک فاصلهٔ پنجم درست پایین‌تر است (نتِ فا). متداول است که پس از آشور، گوشهٔ پروانه اجرا شود و تا با فرود به محور اصلی راست، شنونده در مورد این که در دستگاه راست‌پنج‌گاه هستیم یادآوری شود.
- ابوالچپ، طرز و لیلی و مجنون: هر سه متعلق به دستگاه همایون هستند. در همایون نت شاهد آن‌ها سل و نت ایست آن‌ها دو است، اما در راست‌پنج‌گاه نت فا تبدیل به نت شاهد آن‌ها می‌شود و نت ایست هما نت دو باقی می‌ماند. درجات هم، هماهنگ با دستگاه همایون تغییر می‌کنند یعنی لا به لا بمل و ر به ر کرن تغییر می‌یابد. اما این تغییرات به صورت دفعی رخ می‌دهند، و نه به صورت یک پرده‌گردانی تدریجی.
- نفیر و گوشه‌های نوروز: نوروزها شامل نوروز عرب، نوروز صبا و نوروز خارا هستند. این سه به همراه نفیر، همگی متعلق به دستگاه همایون هستند. نت ایست در این‌ها، درجهٔ هشتم است (که همان نت شاهد گوشه‌های ابوالچپ، طرز، و لیلی و مجنون باشد). از آنجا که نوروزها و نفیر همگی حول و حوش درجهٔ هشتم راست (یعنی یک اکتاو بالاتر از نت پایهٔ درآمد راست) می‌گردند، به عنوان اوج دستگاه راست‌پنج‌گاه به کار گرفته می‌شوند.
- ماوراءالنهر: مخصوص راست‌پنج‌گاه است اما با درآمد راست مطابقت ندارد، بلکه با فواصل نوروزها مطابقت دارد. برخلاف نوروزها، تا درجهٔ می بمل بالا می‌رود، و در نتیجه بالاترین (زیرترین) نت در دستگاه راست‌پنج‌گاه از طریق این گوشه حاصل می‌شود. نت آغاز و ایست آن درجهٔ پنجم است و باقی مشخصاتش مطابق با گوشه‌های نوروز و نفیر. مشخص نیست که چرا این گوشه (که از نظر فواصل با گوشه‌های نفیر و نوروزها از دستگاه همایون مطابقت دارد) هرگز در همایون اجرا نمی‌شود.
- راک‌ها: گوشه‌های راک شامل راک (یا راک عبدالله)، راک کشمیر و راک هندی، همگی متعلق به دستگاه ماهور هستند و در راست‌پنج‌گاه معمولاً به عنوان آخرین گوشه اجرا می‌شوند. پس از آخرین راک (معمولاً راک هندی) فرودی طولانی به محور اصلی راست اجرا می‌شود تا اجرا دستگاه در همان محور اصلی‌اش به انتها برسد.

## گوشه‌ها
منابع مختلف گوشه‌های زیر را برای راست‌پنج‌گاه برشمرده‌اند:
- درآمد
- زنگ شتر یا ناقوس
- زنگوله
- نغمه
- خسروانی
- روح‌افزا
- پروانه
- پنج‌گاه
- عشاق
- نیریز
- زابل
- بیات عجم[الف]
- بحر نور
- قرچه
- منصوری
- مبرقع
- طرز
- سپهر
- عراق
- محیّر
- آشور آوند
- اصفهانک
- حزین
- زنگوله
- شوشتری‌گردان
- نوروز عرب
- نوروز صبا
- نوروز خارا
- نفیر
- فرنگ
- ابوالچپ
- راوندی
- لیلی و مجنون
- طرز
- ماوراءالنهر
- راک عبدالله
- راک هندی
- فرود
- نیریز صغیر
- نیریز کبیر

هرمز فرهت، رایج‌ترین ترتیب اجرای گوشه‌ها را چنین ذکر کرده‌است: پروانه، خسروانی، روح‌افزا، نیریز، زابل، پنج‌گاه، قرچه، مبرقع، سپهر، نهیب، عراق، آشور، ابوالچپ، طرز، لیلی و مجنون، نوروزها، نفیر، ماوراءالنهر، راک، راک کشمیر، و راک هندی. از این میان، پروانه، روح‌افزا، سپهر، پنج‌گاه، مبرقع، و ماوراءالنهر مخصوص راست‌پنج‌گاه هستند، خسروانی و گوشه‌های راک از دستگاه ماهور آمده‌اند، ابوالچپ، طرز، لیلی و مجنون، نفیر و گوشه‌های نوروز از دستگاه همایون آمده‌اند، زابل از سه‌گاه آمده‌است، و قرچه هم از شور. گوشه‌های نیریز، نهیب، عراق و آشور را فرهت جزو «گوشه‌های سرگردان» طبقه‌بندی می‌کند که در دستگاه‌های بسیاری قابل اجرا هستند.

## نمونه‌ها
محمدرضا لطفی به همراه محمدرضا شجریان آثاری در این دستگاه ارائه کرده‌اند که از جمله آن‌ها می‌توان به اجرای جشن هنر شیراز یا راست‌پنج‌گاه (۱۳۵۴) و «چشمه نوش» اشاره کرد. همچنین «قافله‌سالار» اثری دیگر از محمدرضا لطفی‌ست که در آن به تکنوازی تار در دستگاه راست‌پنج‌گاه پرداخته.
آلبوم‌های ساز نو آواز نو و بهاران آبیدر با صدای شهرام ناظری نیز در این دستگاه اجرا شده‌اند. آلبوم‌های مقام صبر از پرویز مشکاتیان و راز و نیاز از حسین علیزاده، هر دو با صدای علیرضا افتخاری، نیز در این دستگاه اجرا شده‌اند.

## یادداشت
1. ↑  در ردیف منتظم الحکماء به این گوشه نام «نوروز عجم» هم داده شده‌است.[۲۶]